# Piégé (film, 1986)
 (décembre 2023).
Pour les articles homonymes, voir Piégé.
Pour plus de détails, voir Fiche technique et Distribution.
Piégé (Touch and Go) est un film américain réalisé par Robert Mandel, sorti en 1986.

## Synopsis
Une jolie femme hispanique, qui a des ennuis avec des voyous, attire les attentions d'un joueur de hockey.

## Fiche technique
- Titre : Piégé
- Titre original : Touch and Go
- Réalisation : Robert Mandel
- Scénario : Alan Ormsby (en), Bob Sand et Harry Colomby
- Musique : Georges Delerue et Sylvester Levay
- Pays d'origine :  États-Unis
- Sociétés de production : Tri-Star Pictures et Kings Road Entertainment
- Genre : Comédie romantique, comédie dramatique
- Durée : 101 minutes
- Date de sortie : 22 août 1986

## Distribution
- Michael Keaton : Bobby Barbato
- María Conchita Alonso : Denise DeLeon
- Ajay Naidu : Louis DeLeon
- John Reilly : Jerry Pepper
- Richard Venture : Gower
- Lara Jill Miller : Courtney
- Maria Tucci : Dee Dee
- Cynthia Cypert : la 2e fille au bar